# Guillaume Florent
Guillaume Florent (* 13. Oktober 1973 in Dunkerque) ist ein ehemaliger französischer Segler.

## Erfolge
Guillaume Florent nahm dreimal an Olympischen Spielen teil. 1996 kam er bei seinem Olympiadebüt in Atlanta in der Bootsklasse Laser nicht über den 15. Platz hinaus. Bei seiner zweiten Olympiateilnahme 2004 in Athen beendete er die Regatta in der Bootsklasse Finn-Dinghy auf dem achten Rang. Bei den Olympischen Spielen 2008 in Peking belegte er hinter dem die Finn-Dinghy-Regatta dominierenden Ben Ainslie aus Großbritannien und dem US-Amerikaner Zach Railey den dritten Rang und sicherte sich mit 58 Gesamtpunkten die Bronzemedaille. Aufgrund der besseren Platzierung im abschließenden medal race wurde er vor dem punktgleichen Schweden Daniel Birgmark klassifiziert.